# Zakonito stvarno breme
Zakonito stvarno breme je pravica stvarnega bremena, ki nastane po samem zakonu.
Primer: Vplačila v rezevni sklad zgradbe z etažno lastnino so zavarovana z zakonitim stvarnim bremenom. To zavarovanje ima tudi najboljši vrstni red do petkratnika najnižjega vplačila v rezervni sklad pred ostalimi upniki, ki jih ta zakonito pravica izključuje do tega zneska.